# محمود سیف
محمود سیف، که در ایران با نام محسن سجادی‌نیا فعالیت می‌کرد، عضو هیئت مدیره بسیاری از شرکت‌های وابسته به بنیاد تعاون سپاه از جمله شرکت تجارت الماس مبین و شرکت پردازش تصویر رایان و همچنین معاون سابق اقتصادی حسین طائب در سازمان اطلاعات سپاه و همسر شهرزاد میرقلی‌خان دستیار ویژه محمد سرافراز، رئیس سابق سازمان صدا و سیما بود. او در جریان پرونده فساد مالی هلدینگ یاس و توسط سازمان قضایی نیروهای مسلح به ۳۰ سال حبس تعزیری، جزای نقدی و استرداد وجوه تحصیلی محکوم شد.
محمود سیف که شرکت تجارت الماس مبین را اداره می‌کرد در همکاری با سپاه پاسداران، تجهیزات و لوازم لازم برای جعل اسکناس را از اروپا تأمین و در معاملات اسلحه و جعل اسکناس برای تأمین نیازهای مالی مبارزان حوثی در یمن نیز نقش داشته‌است. وزارت دارایی آمریکا روز ۲۱ نوامبر ۲۰۱۷ او را به‌عنوان چهره‌ای کلیدی در عملیات جعل اسکناس سپاه پاسداران در لیست تحریم‌های خود قرار داد. در اطلاعیه وزارت خزانه داری آمریکا در تشریح اتهامات محمود سیف آمده‌است: «او [سیف] از طریق شرکت پردازش تصویر رایان، تجهیزات و لوازم لازم برای جعل اسکناس را از اروپا تأمین کرده‌است.» همچنین پیشتر و در در سال ۲۰۰۷، محمود سیف و شهرزاد میرقلی‌خان به جرم تلاش برای خرید و انتقال غیرقانونی تجهیزات نظامی از جمله ۳۰۰۰ دوربین دید در شب در اتریش بازداشت و ۲۸ روز زندانی شدند.